# Provincia di Sandia
La provincia di Sandia è una delle 13 province della regione di Puno nel Perù.

## Capoluogo e data di fondazione
Il capoluogo è Sandia.
È stata istituita il 5 febbraio 1875.
Sindaco (Alcalde): Angel Mario Quispe Quispe(2007-2010)

## Superficie e popolazione
- 11862,41 km²
- 65 431 abitanti (inei2005)

## Provincie confinanti
Confina a nord con la Provincia di Tambopata (Regione di Madre de Dios), a sud con la Provincia di San Antonio de Putina, a est con la Bolivia e a ovest con la Provincia di Carabaya.

## Geografia antropica

### Suddivisioni amministrative
È divisa in 10 distretti:
- Sandia
- Alto Inambari
- Cuyocuyo
- Limbani
- Patambuco
- Phara
- Quiaca
- San Juan del Oro
- San Pedro de Putina Punco
- Yanahuaya